# Mikuláš Dohnány
Mikuláš Dohnány (pseudonymem Mikuláš z Považia, 28. listopadu 1824 Veľké Držkovce – 2. června 1852 Trnava) byl slovenský básník, historik, redaktor časopisu Slovenské pohľady v letech 1851–1852. Patřil ke štúrovcům a účastnil se dobrovolnických výprav v revolučním roce 1848. Věnoval se tvorbě s národní, vlasteneckou tematikou (čerpal také z lidových pověstí), překladům (Homér, Shakespeare) a psaním recenzí.